# Remington Model 870
A Remington Model 870 é uma espingarda de ação por bombeamento estadunidense, fabricada pela empresa Remington Arms Company, LLC. É amplamente usado por civis para tiros esportivo, caça e defesa pessoal. Também é habitualmente empregada  por agencias policiais e forças armadas ao redor do mundo.

## Variantes
- Wingmaster
- Police
- Marine
- Express
- Super Magnum
- XCS